# Paracrossochilus vittatus
Paracrossochilus vittatus es una especie de peces de la familia de los  
Cyprinidae en el orden de los Cypriniformes.

## Morfología
- Los machos pueden llegar alcanzar los 7,5 cm de longitud total.[1][2]

## Hábitat
Es un pez de agua dulce y de clima tropical

## Distribución geográfica
Se encuentran en Asia: Borneo. 